# فیلیکس ویشس
فلیکس ویشس (انگلیسی: Felix Vicious؛ زاده ۲۷ اوت ۱۹۸۳) بازیگر پورنوگرافی اهل ایالات متحده آمریکا است.